# Drum Ecstasy
Drum Ecstasy — белорусская рок-группа. Группа играет тяжёлую музыку с использованием бас гитары и трёх ударных установок, кроме того используются звуки электропил и электродрелей. Музыканты играют на различных площадках, выступали на разогреве у Мерлина Мэнсона и Robert Plant ежегодно проводили «нелегальный концерт под мостом с кострами и пиротехникой». Музыка коллектива звучит в кинофильмах «Ночной дозор», «Дневной дозор», «Тёмный мир», «Гитлер капут», в сериале «Мужчины не плачут».
Выступали в клубах Tacheles (Берлин), Eimer (Берлин), Stubnitz (Росток), AV-Art gallery (Копенгаген), African National Unity office (Копенгаген), Effenaar (Эйндховен), 44 (Киев), Б2 (Москва), а также фестивалях SKIF 2000—2002 (Санкт-Петербург), Shine Festival (Holland), Фестиваль индустриальной музыки (Лейпциг), Kurklesas (Литва), Крылья и др.

## Дискография
- drums only (2004)
- H.D.M. (2005)
- Play Loud (2012)
- Numerals ep (2014)
- Scheisse single (2017)
- Happy Day single (2018)
- Nuclear Spring single (2019)
- Voice (2019)